# 12 принципов анимации
12 принципов анимации (англ. Twelve basic principles of animation) — набор основных принципов мультипликации, предложенных аниматорами студии Дисней Олли Джонстоном и Фрэнком Томасом в их совместной работе «Иллюзия жизни: анимация Диснея». Данные принципы основаны на многолетнем опыте работы художников-мультипликаторов студии Уолта Диснея, которые, начиная с 1930 года, разрабатывали методы для получения более выразительной анимации.
Основной идеей принципов является создание иллюзии соблюдения основных законов физики, однако они рассматривают и более абстрактные вопросы, такие как эмоциональность и привлекательность персонажей.

Хотя первоначально принципы предназначались для традиционной, рисованной мультипликации, они вполне актуальны и для компьютерной анимации.

## 12 принципов

Рисунок B демонстрирует первый принцип: мяч деформируется во время полёта и во время удара о твёрдую поверхность, что даёт зрителю представление о силе, которая к нему приложена, и о материале, из которого он сделан. Напротив, анимация рисунка А напрочь лишена динамики

### Принцип 1. Сжатие и растяжение
Сжатие и растяжение (англ. Squash and stretch) — важнейший принцип, его задачей является создание иллюзии веса и эластичности формы анимируемых объектов. Он может быть применён как к простым объектам (прыгающий мяч), так и к более сложным конструкциям, например мускулатуре человеческого лица. Взятая в крайней точке, сжатая и растянутая в преувеличенной степени фигура может дать выразительный комический эффект. В реалистичной мультипликации, однако, наиболее важным аспектом этого принципа является то, что объём объекта не изменится, если меняется его форма. Если длина мяча растянута по вертикали, то ширина (и глубина в трёхмерном изображении) должна соответствующе сокращаться горизонтально.

### Принцип 2. Подготовка, или упреждение
Подготовительное действие (англ. anticipation) способствует восприятию движения как более реалистичного, так как визуализирует предваряющую его фазу: танцор перед прыжком сгибает колени; игрок в гольф перед ударом делает замах клюшкой, футбольный судья перед свистком набирает в грудь воздух. Этот метод может наполняться не только физическим содержанием: например, взгляд персонажа за пределы экрана может свидетельствовать о том, что ожидается чье-то появление; фокусировка на объекте может говорить о том, что собирается его взять. Особый эффект неожиданности возникает, если упреждающее действие отсутствует. В результате зритель получает ощущение разрядки напряжения, что может добавить в действие комедийный момент. Этот эффект часто обозначается «шутка-сюрприз».
Упреждение представляет серьёзную проблему для анимации прыжков в видеоиграх, так как ещё одно упреждение происходит по эту сторону экрана: игрок переносит палец на кнопку, готовится нажать и нажимает, а его заэкранное воплощение должно прыгнуть мгновенно, как только нажатие будет зарегистрировано. Чаще всего протагониста анимируют по первому принципу: в момент прыжка он растягивается. Исключения редки: например, прыжки с места, которым не нужен столь жёсткий хронометраж. По той же причине в гонках бывает дёрганая мультипликация переключения передач (Grand Prix Legends, 1998): живой симрейсер снял руку с руля и замкнул кнопку, а виртуальному гонщику ещё предстоит вся анимация.
В японской мультипликации упреждающие движения нередко исключают или минимизируют: одни источники ссылаются на сильно упрощённую анимацию и другой хронометраж, из-за чего в упреждении нет нужды, другие — на восточные единоборства, полагающиеся на внезапность. Так, в прото-аниме «Кошкина студия» (1959) у мышей-самураев упреждения незначительны, а у кошки-режиссёра — заметные и широкие.

### Принцип 3. Сценичность (постоянный учёт того, как видит образ зритель)
Этот принцип сродни постановке в театре или кино. Его целью является привлечение внимания публики и пояснение, что имеет самое большее значение в сцене, что происходит, и что должно произойти. Джонстон и Томас определили его как «абсолютно ясную и безошибочную подачу мысли», независимо от того, заключается ли мысль в действии, личности, выражении или настроении. Такая ясность может быть достигнута различными средствами, такими как размещение символов в кадре, использование света и тени, угол и положение камеры. Суть этого принципа заключается в поддержании внимания на том, что важно, и избегании излишней детализации.

### Принцип 4. Использование компоновок и прямого фазованного движения

Пример простого фазованного движения

Это два различных подхода к процессу рисования. Первые художники-мультипликаторы просто фазовали движение «прямо вперёд» начиная с первого движения персонажа в сцене, последовательно делая рисунок за рисунком, что-то придумывая по мере продвижения. Второй подход — использование компоновок: сначала создаются ключевые кадры, а затем заполняются интервалы между ними. Прямая фазовка создаёт более плавную, динамическую иллюзию движения, и лучше подходит для анимации огня, воды и текучих предметов. С другой стороны этим методом трудно сохранять пропорции, а также создавать точные, убедительные позы. Использование компоновок работает лучше для драматических или эмоциональных сцен, где композиция и отношение к окружающей среде имеет большее значение. Часто эти методы комбинируются.
Компьютерная анимация устранила проблемы, связанные с сохранением пропорций при «использовании компоновок», однако «фазованное движение» по-прежнему используется для компьютерной анимации из-за преимуществ, которые она приносит в композицию. Использование компьютерных технологий заметно облегчило этот метод, поскольку заполнение пробелов между основными кадрами стало автоматическим. Однако все ещё важно наблюдать и контролировать процесс в соотношении с основными принципами.

### Принцип 5. Сквозное движение (или доводка) и захлёст действия
Эти тесно связанные техники помогают сделать движение более реалистичным, и создают впечатление, что персонажи подчиняются законам физики. «Сквозное движение» означает, что отдельные части тела будут продолжать движение после того, как персонаж остановился. «Захлест действия» показывает тенденцию частей тела двигаться с различной скоростью (рука и голова при резкой остановке идущего остановятся с разной скоростью). Третьей техникой является «перетаскивание», где при начале движения персонажа некоторые его части движутся чуть медленнее и как бы «догоняют» его. Эти части могут быть неодушевлёнными предметами, такими как одежда или антенна автомобиля, или частями тела, например оружие или волосы. В человеческом теле движение как правило начинается с туловища, а конечности и голова повторяют и развивают его вектор. Части тела с большим количеством тканей, таких как большие животы и грудь, или дряблая кожа на собаке, более склонны к самостоятельному движению, чем части тела, обладающие костями. Опять же, преувеличенное использование техники может произвести комический эффект, а более реалистичная мультипликация должна рассчитывать время точно для получения убедительного результата.
Томас и Джонстон также разработали принцип «движения стоя». Персонаж без движения может быть изображён абсолютно статично; это обычно делается для привлечения внимания к основному действию. Однако, по словам Томаса и Джонстона, это даёт тусклый и безжизненный результат, и этого следует избегать. Даже сидящий персонаж может показывать какое-то движение, например движение грудной клетки во время дыхания.

### Принцип 6. Смягчение начала и завершения движения (спэйсинг)
Движениям человеческого тела и большинству других объектов нужно время, чтобы ускориться и замедлиться. По этой причине, мультипликация выглядит более реалистичной, если содержит больше рисунков в начале и конце действия, подчёркивающих крайние позы, и меньше в середине. Этот принцип касается как перемещения персонажей между крайними позами, такими как сидение и стояние, так и к движению неодушевлённых предметов.

### Принцип 7. Дуги
Наиболее естественные движения имеют тенденцию следовать дуговой траектории, и мультипликация должна придерживаться этого принципа. Это может относиться к конечности, перемещаемой поворотом сустава, или брошенному объекту, движущемуся по параболической траектории. Исключением являются механические движения, обычно следующие по прямой.
Чем больше скорость или импульс предмета, тем более пологая получается дуга. В бейсболе удачно поданный мяч будет двигаться по более прямой траектории, чем слабый; хорошо разогнавшийся фигурист не способен на такие крутые повороты, как фигурист медленный.
Если объект движется не по своей естественной дуге, движение кажется надуманным и дёрганым. Поэтому при анимации (к примеру) указательного пальца, художник-мультипликатор должен быть уверен, что все промежуточные кадры лежат на дуге от одного ключевого кадра к другому. В традиционной мультипликации для этого, как правило, рисуются вспомогательные дуговые линии, которые позже стираются.

### Принцип 8. Дополнительное действие (выразительная деталь)

Основное движение: копыта. Дополнительное: голова, грива и хвост.

Добавление вторичных действий к основному действию придаёт сцене больше жизни, и может помочь поддержать основные действия. Идущий человек одновременно покачивает руками или держит их в карманах, он может говорить или свистеть, или выражать эмоции с помощью мимики. Важным моментом во вторичных действиях является то, что они подчеркивают, а не отвлекают внимание от основного действия. В противном случае эти действия лучше опустить. В случае с мимикой, во время резкого движения они скорее всего будут оставаться незамеченными. В таких случаях лучше включать их в начале и в конце движения, а не во время.
В японской мультипликации нередко опускается: есть штамп «бег ниндзя» (ninja run) — руки вытянуты за спиной и не движутся. Испанскому видеоигровому мультипликатору потребовалось 24 кадра и 16 часов, чтобы нарисовать классический диснеевский цикл ходьбы, и 8 кадров и 5 часов — на «бег ниндзя».

### Принцип 9. Расчёт времени (хронометраж)
Расчёт времени относится к числу рисунков или кадров для каждого действия, что влияет на скорость их подачи на плёнку. На чисто физическом уровне, правильный расчёт времени делает объекты более реалистичными. Например, вес объекта решает, как он реагирует на импульс или толчок. Расчёт времени имеет решающее значение для создания настроения персонажа, эмоции и реакции. Он также может быть средством донесения аспектов характера героя.

### Принцип 10. Преувеличение, утрирование
Преувеличение особенно полезно для мультипликации, так как идеальная имитация реальности может выглядеть статической и скучной в мультфильмах. Уровень преувеличения зависит от того, стремится ли художник выразить реализм или определённый стиль. Классическое понимание утрирования, принятое в «Диснее», подразумевало оставаться верным действительности, но преподносить её в более дикой, экстремальной форме. Другие формы преувеличения могут включать в себя сверхъестественные или сюрреалистические изменения в физических особенностях персонажа, или даже сюжете. Важно использовать определённый уровень ограничения при использовании утрирования; если сцена содержит несколько преувеличений, необходимо сохранять баланс между тем, как эти части соотносятся друг с другом, избегать смущения и путаницы на экране.

### Принцип 11. «Цельный» (профессиональный) рисунок
Принцип цельности означает, что объект изображается с учётом его формы в трёхмерном пространстве и веса. Аниматор должен быть квалифицированным художником и понимать основы трёхмерного моделирования, анатомии, веса, баланса света и тени и т. д. Для классического аниматора это включает посещения художественных классов и зарисовки из реальной жизни. Одна вещь, о которой предостерегают Джонстон и Томас, это создание «близнецов» — персонажей, чьи левая и правая сторона выглядят зеркально правильными отражениями друг друга, выглядящих безжизненно. Современные аниматоры рисуют гораздо меньше, благодаря использованию компьютерных технологий, но их работа требует наличия общих представлений о классическом рисунке в дополнение к знаниям компьютерной анимации.

### Принцип 12. Привлекательность
Привлекательность мультипликационного персонажа соответствует тому, что называется актёрской харизмой. Привлекательный персонаж не обязательно является положительным — злодеи и монстры также могут быть привлекательными — важно то, что зритель ощущает реальность и интересность персонажа. Есть несколько приёмов для налаживания отношения между зрителем и персонажем; для симпатичных персонажей симметричные или подчёркнуто детские лица как правило эффективны. Сложные для чтения лица также можно сделать привлекательными через выразительные позы или дизайн персонажей.